# ジャーロくん
ジャーロくんは、Jリーグ・テゲバジャーロ宮崎のマスコットキャラクター。

## 概要
テゲバジャーロ宮崎は、2015年に「バジャ郎くん」と「バジャンヌちゃん」という2体のマスコットキャラクターの誕生をリリースしていたが、実際に立体化されることは無く、その後活動してる様子もなく所在が不明となっており、長らくマスコットが不在となっていた。
経営体制が変わった2024年2月に宮崎県との連携協定が締結され、その中でクラブ公式マスコットを発表し、宮崎県のシンボルキャラクターであるみやざき犬と協力し宮崎をPRする項目が盛り込まれた。
11月13日に行われた記者会見では「(仮称)テゲバわんちゃん」としてお披露目され、また同日みやざき犬との応援協定を締結。
後日名前募集が行われ、期日前投票とファン感謝祭の際に行われる決選投票で名前が決まる事になった。
12月1日に行われた「いちごPresentsファミリー体育祭 2024」にて、最多得票を得た「ジャーロくん」に名前が決定した。

## プロフィール
- 年齢 : 子犬
- 性別 : 男の子
- 犬種 : みやざき犬
- 誕生日 : 11月11日
- 生まれ : 宮崎生まれ、宮崎育ち
- 性格 : 少し恥ずかしがり屋
- 好きなもの : サッカー、神社
- 口ぐせ : てげ
- 将来の夢 : Jリーガー